# Anamorfos (film- och tv-format)
Anamorfos är en filmterm som används för televisionens 16:9-format, men även för användandet av anamorfa objektiv och/eller system inom film- och stillbildsfotografering. Begreppet anamorfos har också använts inom konsthistorien som ett konstgrepp för att visa en förvrängd bild framifrån men med naturligt utseende sett från sidan eller dylikt.
Det anamorfa objektivet  på en filmkamera komprimerar filmbilden horisontellt med en faktor av 1,25  1,5 eller 2, så att den får plats i en normalbild på en 35 mm film. Ett motsvarande objektiv sträcker ut bilden igen vid kopiering eller projicering.

## Historik
David Brewster var först med att använda anamorft objektiv vid stillbildsfotografering 1862. Ernst Abbe vid Zeiss i Tyskland arbetade på ett objektiv för rörliga bilder 1898, senare utvecklad av Paul Rudolph vid samma bolag.
Henri Chrétien föreslog 1927 att objektivet skulle användas som en hypergonar för biograffilm. Panavision använder anamorfa objektiv med glasprismor. CinemaScope använde cylinderformade objektiv, en direkt utveckling av Chrétiens hypergonar. Technirama använde ett system med svängda speglar som kallades för Delrama.

## Implementationer

### Anamorphosa
USA 1929, H Sidney Necomer. Den fick aldrig någon praktisk betydelse

### Anamorphoscope
Experiment 1930, 1935 och 1951

### ArriScope
München, Tyskland

### Cinestage
Europa 1956, den officiella 35 mm-varianten av Todd-AO 70 mm; i England var filmremsan 34 mm för att undvika höga tullavgifter. Komprimeringsfaktorn var 1,56  och bildformatet 2.2:1 (dvs samma som Todd-AO).

### Fantascope
USA i slutet av 1960-talet, John Hall

### Fulvue
England 1930

### Futurama
1958, svängd filmduk

### Hypergonar
Frankrike 1927, Henri Chrétien, komprimeringsfaktor 2 och tre ljudspår. Två filmer spelades in:  
- Pour construire un feu, 1927-1929, regi: Claude Autant-Lara. Det är oklart om systemet användes för hela filmen eller bara sekvenser
- La merveilleuse vie de Jeanne d'Arc, 1929, regi: Marco de Gastyne. Hypergonar användes för filmens stridsscener

### J-D-C Scope
England, Joe Dunton Cameras, bildformat 2.35:1, ersatte Panavision i några filmer under 1980-talet. Bland dessa filmer fanns Bounty, Conan förgöraren och Firestarter, alla 1984.

### Rectimascop
Östtyskland, cylindrisk

### RKO-Scope
USA/England 1956 för RKO-filmer, bildformat 2.35:1, till exempel:
- While the city sleeps 1956
- Jet pilot 1957
- The naked and the dead 1958

### Scanoscope
MGM 1962, komprimeringsfaktor 1,5, bildformat 2:1

### Sinoscope
1957, Västtyskland, komprimerad vertikalt med 2 perforeringar

### Spectascope
Spectrascope var ett varumärke för Scope-filmer i England

### Superscope
USA 1954-1958, RKO, specialobjektiv utvecklad av bröderna Tuchinsky, inspelningen gjordes sfäriskt (det vill säga icke-anamorft) och bildformatet 2:1 skapades genom att bilden beskars uppe och nere, på visningskopiorna komprimerade man bilden horisontellt med en faktor 2. Vera Cruz från 1954 i regi av Robert Aldrich. var den första filmen i det här systemet. Vid nypremiärerna på Fantasia 1956 och 1963 användes systemet med 4-kanaligt magnetiskt-optiskt ljud.

### Technirama
England 1956-67, bilden låg horisontellt på negativet och upptog 8 perforeringar, komprimeringsfaktor 1,5. Panavisions Panatarobjektiv – Visningskopiorna var antingen Delrama, en variant av CinemaScope, med komprimeringsfaktor 2 och bildformat 2.35:1 eller 2.55:1 och antingen magnetiskt-optiskt stereoljud eller optisk mono eller också visades filmen horisontellt med komprimeringsfaktor 1,5 format 2.35:1 och 4-spårs magnetljud.
Det gjordes också 70 mm-kopior, Super Technirama 70, med Monte Carlo Story från 1956 som första film,
Techniscope Italien 1960. Filmen spelades in med bildrutor som var bara 2 perforeringar höga, vilket ledde till att filmåtgången minskade med hälften. På visningskopian gjorde man komprimering med faktor 2, så att bilden blev 4 perforeringar hög, bildformat 2.35:1, optisk mono eller mag-optisk stereo. Det fanns också visningskopior i 70 mm med namnet Ultra-Semi-scope. Den första filmen var La donna dei faraoni från 1960. Även Sergio Leones För en handfull dollar från 1964 och Godard 2 eller 3 saker jag vet om henne var också i det här formatet.